# Endecascelio abessinicus
Endecascelio abessinicus är en stekelart som först beskrevs av Szabó 1974.  Endecascelio abessinicus ingår i släktet Endecascelio och familjen Scelionidae. Inga underarter finns listade i Catalogue of Life.